# 阿尔泰山两河源自然保护区
阿尔泰山两河源自然保护区是中华人民共和国新疆维吾尔自治区在2004年成立的自治区级自然保护区。保护区坐落在中华人民共和国新疆维吾尔自治区阿勒泰地区阿尔泰山东北部。保护区管理范围主要为额尔齐斯河和乌伦古河干流支流的主要集水区域，保护区内有以西伯利亚落叶松为主的森林，也有有12科22属70种的珍稀植物。紫貂、北山羊、雪豹等珍稀野生动物也生活在这里。2010年，阿尔泰山两河源自然保护区与喀纳斯自然保护区一起以「中国阿尔泰山」的名义被列入世界遗产预备名单。

## 保护区地理信息

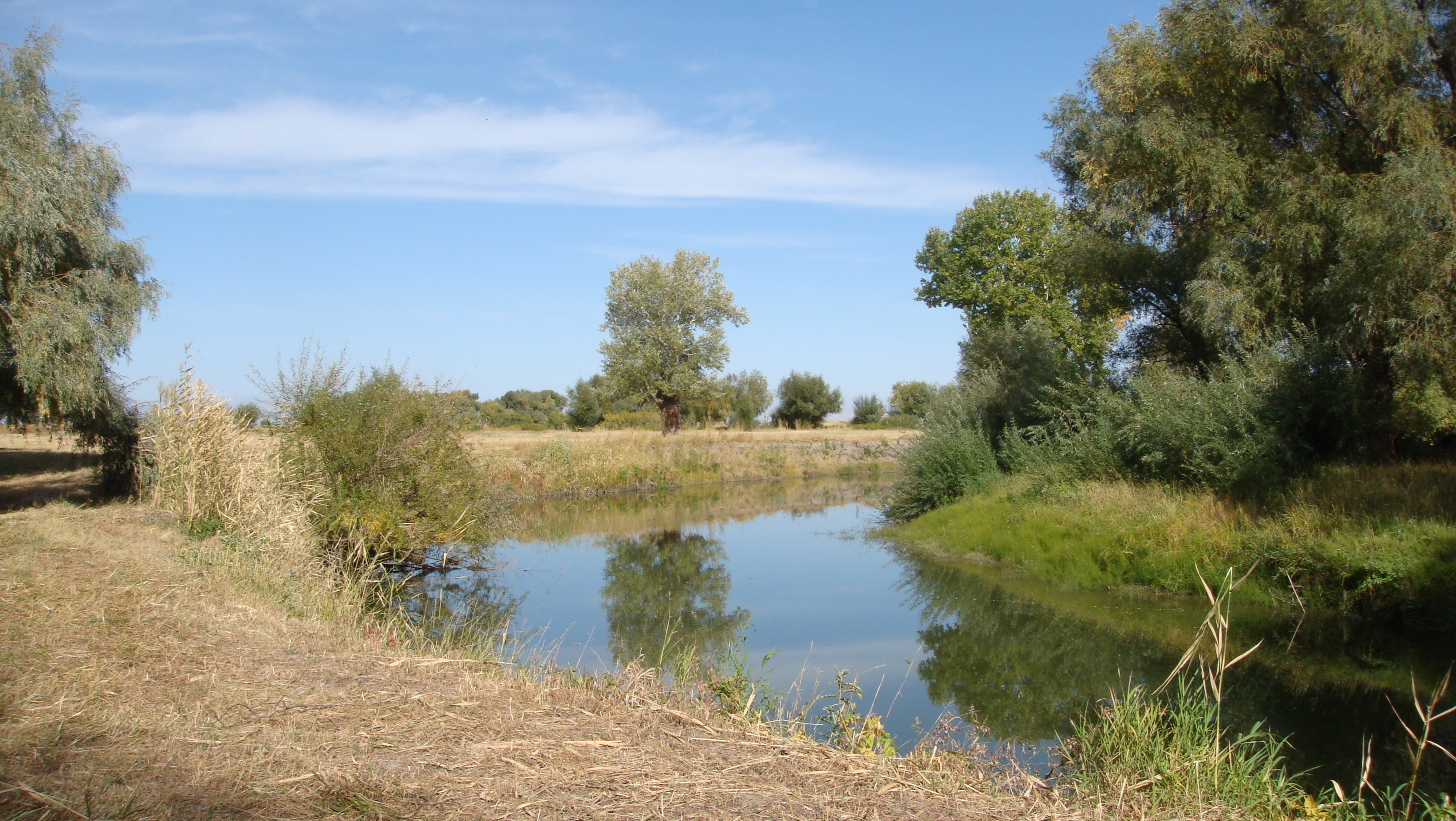
额尔齐斯河沿岸风光

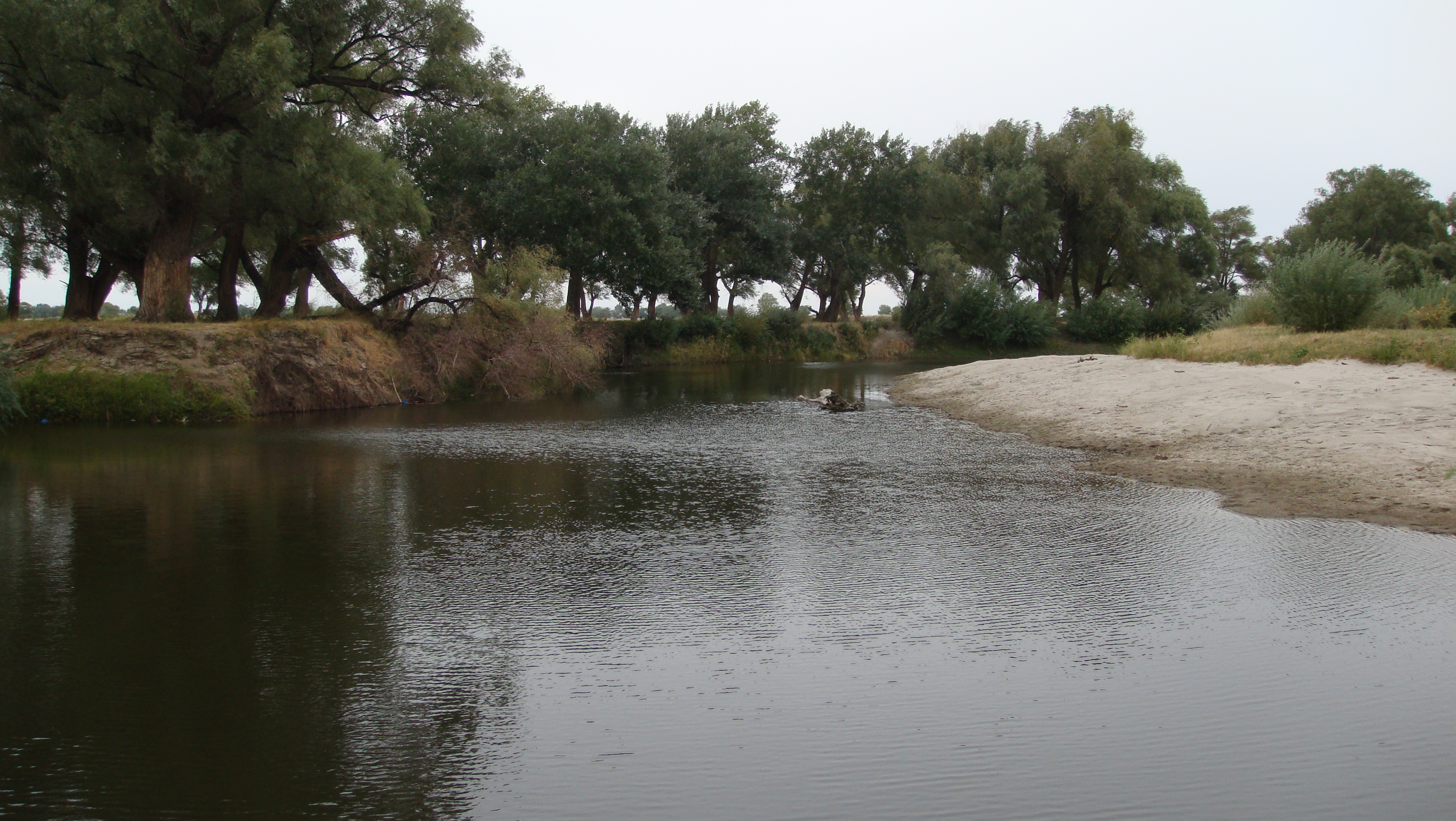
额尔齐斯河沿岸风光

### 地理信息
阿尔泰山全长2,000千米，宽从130千米到200千米不等，沿西北-东南方向横跨中华人民共和国北部，蒙古西部，俄罗斯与哈萨克斯坦东部。中国境内的阿勒泰山占阿尔泰山脉总长度的四分之一，长约500千米，是阿尔泰山脉的中段南麓。主要山峰海拔均在3,000米以上，最高峰3876米，保护区平均海拔在2500米到3500米之间。行政区划分上，阿尔泰山两河源自然保护区地处中华人民共和国新疆维吾尔自治区伊犁哈萨克自治州阿勒泰地区境内，横跨福海县、富蕴县和清河县三县的山区部分。北面与东面和蒙古国接壤，西与福海县以卓尔特河为界，南侧与富蕴林场、青河林场向接。保护区南北长163千米，东西宽近48千米。保护区范围为东经88°57'56.61″-91°04'05.90″，北纬46°31'31.63″-48°33'27.85″，总面积68.08万公顷，两河源保护区有核心面积为29.83万公顷、缓冲区面积为19.22万公顷以及科学实验区为18.54万公顷。保护区管理范围主要为额尔齐斯河和乌伦古河干流支流的主要集水区域。以森林、野生动植物、草原、草甸和湿地构成保护主体。以发源于阿尔泰山的额尔齐斯河和乌伦伦古河的源头生态环境为保护对象。

### 地质地形与地貌
阿尔泰造山带是因为2.3亿年前准噶尔次生壳体对西伯利亚次生壳体不断碰撞和挤压而形成的。弧前连续增生和陆缘裂解再拼合作用共同组成了中亚造山带的形成机制。阿尔泰造山带是自奥陶纪-志留纪陆缘弧开始俯冲，在泥盆纪陆弧和陆缘边缘裂解加剧，形成弧后盆地，并于晚泥盆世的时候，洋盆闭合，在早石炭世进入晚造山阶段并最终到二叠纪末尾进入尾声的一次构造运动。此次运动引起了阿尔泰山地壳横向缩短和竖向增厚，最终形成阿尔泰造山带。阿尔泰山两河源自然保护区位于阿尔泰造山带的北阿尔泰构造带与南阿尔泰构造带内。
由于该地区的新生代的造山运动剧烈，使得阿尔泰山两河源自然保护区内有多条断裂沿北西向东南分布。且中国新疆阿尔泰山整体呈现西北高且宽，东南低且窄的地形特征。后经过冰川或水的侵蚀作用以及干燥剥蚀作用，使得两河源地区也拥有广泛存在的准平原。保护区内依然存在现代冰川活动，拥有充分发育的冰川地貌。由于受到地壳运动、古代冰川以及河流侵蚀等因素的共同影响，保护区内多有辐射状深沟峡谷。并且形成多处山间盆地、山前盆地和沿河阶地的发育。因为两河源地区内岩浆活动剧烈，两河源地区发育了大量花岗岩和云母片麻岩，大量石片石屑因为长期风化聚集于山坡或沿坡滑泻。

### 气候温度
阿尔泰山两河源自然保护区地处欧亚大陆腹地，为大陆性寒温带寒冷气候。保护区主要受到大西洋、北冰洋冷湿气团，西伯利亚蒙古高压反气旋气团和准噶尔盆地上空干暖气团的影响。使得保护区一年内气温寒冷的时候较多，高气温的时间较短，每年的冷暖差值较大，每天的气温变化明显。保护区内年均气温-2摄氏度，极端高温为33.3摄氏度，极端低温达-51.5摄氏度。降水量随着海拔每增高100米而增加30到80毫米，低山带降水量200到300毫米，中山带300到500毫米，高山带则达600到800毫米。降水从北向南，从东向西减少，主要降水集中在6月到8月的夏季。从1980年到2005年，额尔齐斯河源地区年降水量每年增长，然而自2005年起到2015年，该地区降水量开始减少。1980年起，每年冬季及前后降水明显增加，且占年降水量比例逐渐变大。保护区无霜期超过100天。

### 水系
阿尔泰山两河源自然保护区内有5条年径流量超过1亿立方米的河流，发源于阿尔泰山区的河流达56条。涵养水源将近50亿立方米。乌伦古河的源头由发源于中华人民共和国境内的新疆阿尔泰山东段南坡阿尤萨依山、三道海子等地的大青格里河、基什克奈青格里河、查干郭勒河、强罕河和发源于蒙古国境内阿尔泰山北坡的布尔根河等组成。乌伦古河最终流入新疆第二大淡水湖乌伦古湖。源头最高点为都新乌拉山，海拔3863米。全流域面积37,882平方千米，河流全长811千米，年径流量大10.7亿立方米。额尔齐斯河发源于新疆阿尔泰山东北部南麓，地处中蒙边界，其源头由库依尔特斯河与卡依尔特斯河组成，全流域面积达50,000平方千米，河流全长约500千米，平均年径流量大105.5亿立方米，是中华人民共和国境内唯一一支注入北冰洋的跨界河流。两河源保护区内主要分布有总面积超过83,735公顷的三种湿地，分别是泥炭沼泽湿地、河流湿地以及湖泊湿地。其中泥炭沼泽湿地占阿尔泰山湿地总面积的一半，面积近12万公顷，因为阿尔泰山在第二个温暖期泥炭堆积旺盛，这使得阿尔泰山的泥炭湿地的分布范围广并且其厚度可达8米。保护区内河流湿地总占地面积10.1万公顷，占阿尔泰山湿地总面积的43%。湖泊湿地面积1.5万公顷，套查干郭勒湖、诺尔特湖、三道海子等都拥有保护区内著名的湖泊湿地。
包括额尔齐斯河和乌伦古河在内的阿尔泰山区的河流水源主要是通过雪水或冰川融化所形成的冰雪融水、降雨以及地下水进行补给。乌伦古河径流来源主要是季节性融雪以及夏季降雨，全年水量主要出现在5月和6月的春汛时期。8月到10月为非汛期，径流量较为平稳，冬季则为枯水期，这时候径流量以地下水补给为主。与乌伦古河类似，河流水源补给主要为季节性融雪和降水，其次为地下水。汛期为5月到7月，期间的径流量占年径流量的近七成，8月到10月为非汛期，径流量占年径流量的近四分之一，11月到次年3月则纯为地下水补给，仅占年径流量的7.7%。

### 土壤土地与矿产
阿尔泰山两河源自然保护区内土壤和气候、地貌、植被垂直带分布明显。土壤垂直带自下而上分别为800-1100米的棕钙土、1100米到1800米的栗钙土、1400米到2400米的山地灰色森林土、2300-2600米的亚高山草甸土、2600米以上的高山草甸土以及山地沼泽土。土壤多为轻壤、砂壤，土层较厚且湿润。按气候、地貌、植被垂直带来分，保护区以山地荒漠带、山地草原带、针阔混交林带、针叶林带、亚高山草甸带、高山草甸和高山甸状植被带等为主。由于过载放牧以及矿业的过度开发，使得当地草场被破坏，形成大量裸地。保护区内矿藏较为丰富，发现矿产10大类84种，2004年探明储量的有46种。主要为有色金属、稀有金属和非金属矿产。产量较多的矿产有锂、白云母、铍、长石、镍、铯、铂、钯等，其他如铜、钼、铅、金、铁、锡、镓、铀、铌等金属矿产，煤炭、云母、玉石、石灰石、大理石、石英砂等非金属矿产也很丰富。该地区也出产绿宝石、紫牙乌石、芙蓉石等宝石。

## 动植物资源

### 植物
阿尔泰山两河源自然保护区拥有丰富的植物资源。保护区内分布着81科385属967种维管植物。其中蕨类植物7科8属19种，裸子植物3科4属9种，被子植物71科373属939种。种子植物中，具有优势的科为菊科、禾本科、豆科等10科。被子植物中双子叶植物占有优势，其物种数为58科312属782种，而单子叶植物仅有13科61属157种。保护区内具有丰富的森林资源，阿尔泰山林区山高坡陡，大部分的树木都生长在海拔1000到2400米的16度到45度的阴坡、半阴坡或部分阳坡的沟谷地带，主要树木是西伯利亚落叶松、西伯利亚云杉、西伯利亚冷杉、西伯利亚红松等。河谷地带分布有少量的疣枝桦、苦杨等。阳坡为灌木草原，并有欧洲山杨生长在其中。保护区内被列为《国家重点保护野生植物名录》的植物有5科7属10种，分别为木贼麻黄、四裂红景天、狭叶红景天、黄耆、雪莲花、凹舌兰、小斑叶兰、紫点红门兰、紫斑叶红门兰和宽叶红门兰。保护区内共有12科22属70种珍稀植物。其中被收录于2012年《国际自然保护联盟濒危物种红色名录》有12科22属28种，被2013年收录入《濒危野生动植物物种国际贸易公约》有1科3属5种，其中2种植物被列为濒危物种，1种被列为近危物种。被中华人民共和国、俄罗斯、哈萨克斯坦和蒙古四国红皮书收录有24科43属49种阿尔泰山珍稀植物，其中被2013年《中国物种红色名录》收录有17种。其中绿叶柳被列为极危物种，欧亚圆柏、绢柳、阿尔泰大黄等9种被列为濒危物种，西伯利亚落叶松、额河木蓼、萍蓬草等7种被列为易危物种。除此之外，保护区内也生长着小叶桦、布尔津柳、粉枝柳、中国黄花柳、灰毛柳、萨彦柳、岩高兰等禾本植物，白花酢浆草、阿尔泰牡丹草、颅果草等草本植物，黄芪、党参、甘草、野韭菜、车前草、阿魏等中草药。
因阿尔泰山两河源自然保护区独特的地形和气候条件较为符合地衣的生存，该地区地衣种类较为丰富，有明显的优势科属，分布类型多样且地理成分复杂。保护区内至少发现29科64属201种地衣。其中树附生地衣有15科30属49种，茶渍目种类最多，其中梅衣科种类最多有9属13种。其次为4属11种的蜈蚣衣科。海拔对树附生地衣分布影响最大，中海拔山区因为森林郁闭度高，湿度适中，干扰较少，所以树附生地衣多样性高。对树附生地衣影响较高的其次为郁闭度和湿度。保护区内朽木生地衣有14科20属43种，同样也是茶渍目种类最多，有35种。海拔对朽木生地衣影响较大，高海拔地区因朽木种类多、腐蚀度高且朽木数量较多，所以高海拔地区朽木生地衣多样性较高。两河源自然保护区内的地面生地衣植物有5科6属46种，其中以石蕊科种类最多，有32种。保护区内地面生地衣植物中以山地森林带地衣植物拥有丰富的物种多样性且占据优势地位。而对于两河源自然保护区内的5目20科35属106种岩面生地衣植物来说，也是茶渍目地衣植物物种最多，且处于优势地位。共有15科26属81种。其次为11种的瓶口衣目和9种的黃枝衣目。人类活动也对树附生地衣和朽木生地衣都产生一定的影响。地衣区系中温带成分具有优势，有较为明显的环北极成分，不过也与东亚成分保持联系，泛热带和两极成分较少。区系具有一定的古老性特点。另外，阿尔泰山两河源自然保护区的5属7种4变种鼓藻科植物也曾被发现和记录，其中就有新月藻属、宽带鼓藻属、凹顶鼓藻属、微星鼓藻属、鼓藻属。

### 昆虫与野生动物
阿尔泰山两河源保护区拥有种类丰富的昆虫。至少有19目150科643属1,166种昆虫在此生存，而据推测整个保护区内的昆虫区系可能超过4,000种。其中种类最为丰富的为鞘翅目和鳞翅目，分别有25科229属459种和29科190属335种。13科19属25种的同翅目、8科24属28种半翅目、13科36属48种双翅目和24科43属75种膜翅目也是相对种类丰富的昆虫。原尾目、弹尾目、双尾目、缨尾目、蜉蝣目、蜻蜓目、螳螂目、襀翅目、直翅目、革翅目、缨翅目、脉翅目、毛翅目的昆虫也在保护区内被发现。另外啮虫目、食毛目、虱目、缨翅目、蛇蛉目和蚤目昆虫也被认为在保护区内有所分布。该地区昆虫区系以欧洲-西伯利亚种占优势，也包含多种区系成分的地区，如泛古北种和中亚细亚种。保护区的昆虫区系与该保护区植被区系相类似，受垂直带影响，山地荒漠亚带以旱生型昆虫为主，山地森林草甸带则多见中生型昆虫。
阿尔泰山两河源保护区拥有从荒漠草原到冰雪带的完整垂直自然景观，阿尔泰山两河源地区还有众多的湿地、河流、湖泊，加之保护区复杂的地形地貌、不同的气候条件，使之为众多野生动物提供了栖息地。新疆阿尔泰山两河源自然保护区拥有兽类54种。鸟类222种。其中被列入国家重点保护野生动物名录的一级保护动物有：紫貂、北山羊、雪豹、貂熊、河狸、白肩雕、玉带海雕、金雕、白鹤、白鹳、胡兀鹫、黑鹳、波斑鸨以及黑颈鹤等。二级保护动物有马鹿、猞猁、盘羊、兔狲、鹅喉羚、游隼、水獭、蓑羽鹤、灰鹤、黑琴鸡、雪兔、雪鸡、驼鹿、草原斑猫、棕熊以及雪鸮等。被列入《中国濒危动物红皮书》的兽类有16种，包括棕熊、紫貂、草原斑猫、雪豹、原麝、北山羊、盘羊等。另外，黄羊、野山羊、旱獭、麝鼠、沙狐、野猪、河狸、野兔、刺猬等野生动物也生活在这里。除此之外，白斑狗鱼、银鲫、河鲈、湖拟鲤、高体雅罗鱼、贝加尔雅罗鱼、白梭吻鲈、哲罗鲑、细鳞鲑、江鳕、东方欧鳊、丁鱥、西伯利亚鲟和小体鲟等6目9科19属23（亚）种鱼类生活在保护区的额尔齐斯河之中。

## 保护区风险因素

### 影响因素

#### 自然因素
若干种自然因素会影响保护区的生态环境。气候变化可能对两河源地区的物种带来风险。由于气候变化，当地的极端高温天气明显增多，极端高温的温度平均值也有所提高。而极端低温事件的次数有所减少，极端低温天气的温度也有所提高。气候变暖，使得水循环加快。极端水文事件也开始变多。冬季气温升高，春季融雪时间提前，两河的春季融雪洪水提前且洪峰流量增强。夏季降水增加使得当地暴雨洪水增多。冬季的降雪增加使得发生雪灾的次数增多，并且让春季的融雪洪水危害增强。气温的连年升高导致乌伦古河在夏季时蒸发量从2009到2018年间持续增加。另外，因为当地气候原因，两河源地区地处干旱区，沿河谷地带的植被稀少并且有沙源，在有大风的季节中，土地荒漠化必然会发生。加之夏季蒸发量的增加，使得该地区水资源消耗增多，当地的干旱的情况更为严重。大风、洪水同样会引发大量的水土流失等其他问题。
气候变化也导致草原昆虫世代时间缩短。两河源地区病、虫、鼠害时常发生，这导致了当地当地植被矮化，草场退化。两河源地区是虫、鼠害频发的地区，虫鼠害面积占两河源地区草原面积的40%，占两河源地区面积的18%多。每公顷有以黄兔尾鼠、旱獭、长尾黄鼠等为主的鼠类超过400只。黄兔尾鼠数量的剧烈变动是导致草场退化的原因之一。两河源林区也面对着不同病害所带来的威胁，以落叶松落针病、云杉雪霉病、雪枯病等为主。150多种森林害虫在两河源区域内被发现，主要害虫物种为落叶松毛虫、松线小卷蛾、落叶松峭蛾、舞毒蛾、泰加大树蜂、云杉小黑天牛、云杉八齿小蠹、 吉丁虫属的部分物种等。

#### 人为破坏
人类活动对两河源保护区的影响很大。放牧是对保护区影响较大的人类活动之一，适度放牧可以维持草场生态系统的稳定，也可促进植被的生长，改善草场的环境，也能够改善当地草地与土壤质量，增强土壤水土保持的能力。然而过度放牧则会使当地草地生态系统荒漠化，生物群落失调，草地资源退化。阿尔泰山是传统的夏季牧场，林下放牧也拥有悠久的历史。1949年，阿尔泰地区畜养牲畜46万头，到了二十世纪90年代，畜养牲畜数量长到了362万头，而到了2004年已经达到了529万头。二十世纪末，阿尔泰地区的草原使用权证覆盖了阿尔泰山所有的林区。随着牧业人口和牲畜数量的增加，传统牧区也逐渐扩大到林区，林区与牧区的相互叠加，使得管理变得非常困难。林业和牧业的冲突日趋激烈，因为长期以来两者的发展未能协调起来，牧民的草原证延伸到林业用地，林权证无法对其放牧行为进行有效约束，导致林权证形同虚设。另外，不符合实际的畜牧业发展政策使得过度放牧的情况雪上加霜，青河县曾为了发展经济提出建立“百万头绒山羊基地”的口号，此举使得动作敏捷且食性复杂的山羊对当地草场带来严重的威胁。过度放牧对草场、森林、当地水系、湿地等生态系统都会带来不同程度的负面影响。
另外，阿尔泰山拥有着丰富的矿产资源，100多年来人们竞相前往阿尔泰山采金、开矿。然而这种活动对保护区的生态环境会产生很大的影响。二十世纪80年代，当时政策鼓励个人前往阿尔泰山额尔齐斯河、乌伦古河等流域淘金，整个阿勒泰地区有超过200处采金点。使得当地生态环境遭到破坏。当地政府为了追求经济增长，曾一度采取了较为宽松的管理方式。一些开矿行为对额尔齐斯河与其支流造成过水质污染，在部分河流中曾出现铜元素超标的情况。采矿另外还会造成大面积地面裸露在外，在二十一世纪初，两河源地区采金造成的砂石裸露达4,070公顷。在两河河床两侧随时可见从河床挖出的砂石。矿山的开采破坏了山体植被，在暴雨冲刷下，这些地方非常容易发生滑坡、坍塌、泥石流等地质灾害，这些灾害又会加剧水土流失。除了造成当地水系的水质污染和沿河岸土地的裸露外，非法采金、开矿者生活、取暖使用的燃料都来自于当地森林，严重破坏了当地的森林生态系统。除了过度放牧和采矿，其他人类活动，像是一度出现过的乱采滥伐、盗猎等行为也会给两河源生态环境造成了严重威胁。二十世纪50年代到80年代，砍伐林木成了经营活动，又由于林区交通条件较差，所以在交通方便的地区出现了过度砍伐的现象。因为阿尔泰山两河源地区出产中草药，很多人曾前往阿尔泰地区乱挖中药材，这些人往往只挖不埋，使草场受到破坏。偷捕盗猎的情况也曾发生，北山羊、盘羊、岩羊的鹿茸是其获利的资源。偷捕盗猎的行为直接导致紫貂、雪豹、北山羊等种群规模减小，数量减少。前往两河源区域旅游、度假、探险、科考人数的增多，也会使得保护区面临风险，旅游开发往往选择阿尔泰山夏季牧场和河谷地带，由于游客人数的逐年增加，受损的草地难以及时恢复，稀有植物也容易遭到损坏，生态破坏日趋明显。另外，由于两河源保护区地处边境线上，边境线铁丝网的拉设使得野生动物迁徙道受到阻绝。每年在北山羊、马鹿迁徙的季节，边境线铁丝网附近总能看到动物的尸体。

### 保护区所面临风险

#### 草原退化
两河源地区草场主要分为高寒草原草场、山地草甸草场、山地草原草场等若干种类型。草场面积占两河源地区的一半以上，而在两河源保护区内，草场超载率近40%，退化草场面积占保护区整体草场面积的近一半。该地区鼠害发生的的草场面积占总面的的40%，两项合计占草场总面积的近90%。两河源区域内草场的草与二十世纪50年代到70年代相比，高度减少30到50厘米，产草量每亩减少750到1500千克。从二十世纪80年代中期到2008年，该地区干草产量下降近20%，植被覆盖下降超过12%。除了数量的减少，草场的质量也在下降，杂草和毒草在草场中逐渐增多，马兰、长叶车前、亚麻代替了草甸植被的禾草。2008年，因吃了毒草死亡的牲畜达几百只。1995到2015年间，保护区内草地面积有所减少。草地的退化不仅对该地的畜牧业有所影响，鼠害和蝗灾也会因此扩大和上升。草地植被的退化会影响土壤环境，失去了草地的土地在下雨时，泥沙顺坡而下，山下的草地会被沙土掩埋，草地面积又会减少。

#### 森林衰退
天然森林可以保证水源涵养，从而调节河流径流量，防止水退流失。由于当地森林受寒冷气候影响大，树木生长周期长，蓄积缓慢。当地森林生态系统较为脆弱，如果遇到生态系统受到破坏或损毁，恢复时间会比较长。阿尔泰林区有明显的衰退迹象，森林的质量严重降低。当地幼龄树木占比不足1%，而成熟林和过熟林占比则超过76%。说明该地区在过去几百年间森林发育较好，但在近数十年间林木更新较少，幼林补充能力微弱。除了幼林比重小外，两河源保护区内森林所面对的威胁还来自病虫害的侵袭，超过100种病害在保护区天然林种被发现，虫害的发生也使得当地森林面对成片叶子被吃光或受害的风险。气温升高也会使得当地森林衰退，短期内的极端温度会使得树木生长失衡，可能导致树木小枝小根。从而使得生长衰退的林木逐步枯死。森林的衰退能使得保护区内小气候干燥，病虫害蔓延，从而又进入加剧森林衰退的恶性循环。人类淘金和采矿的活动可以污染当地的水系，水质的污染对土壤也会产生巨大的影响，从而使得森林怀推的步伐加快。畜牧业过载也是森林衰退的原因，林地的新苗可能被牲畜大量啃食，土地也会因为牲畜的践踏而裸露地表，影响林地植被的更新演替。2000年到2016年间，两河源保护区内有林地、灌木林和其他类型林地占保护区面积比例减少，疏林地面积占比增加较多。

#### 湿地缩小
人类活动和自然因素都对保护区内及两河流域的湿地产生严重的威胁。例如两河源保护区内库尔木图地区因金矿开采，导致沿岸植物被严重损毁，废弃矿区的裸露砂石造成了严重的水土流失。两岸生态环境恶化加重。两河源地区因气候变化、雪线上升、森林衰退等自然原因也使得保护区内的湿地面积萎缩、数量减少。两河源保护区气温升高，湿度降低使得三道海子湿地什巴尔库勒从1962年起，湖水面下降1.5米，水面收缩50到80米，导致湖底冲积淤泥露出，湖畔湿地面积减少。2008年，乌伦古河断流167天，2007年，额尔齐斯河也出现部分流域断流的现象。河流的断流使得原本大面积相连的湿地分解成小块的沼泽地。气温升高对湿地也会产生直接影响，阿尔泰山东部地表沙质多且土层薄，这就使得该地区湿地很容易荒漠化。气温升高导致的蒸发上升和降水量下降直接加剧了两河源区域内湿地的退化。也因为草原退化，区域内的水源涵养能力下降，这就使得每当到了下雨或融水增多之时，坡度较大的山坡处的大量泥沙顺坡而下，进入河道。使得山下湿地、草场被泥沙掩埋。森林的衰退同样对湿地有所影响，由于森林下缘上升，水源的涵养能力遭到威胁，使得靠近森林边缘的沼泽湿地干涸、退化。

#### 冰川退缩
因为气候变化，当地气温升高，导致额尔齐斯河和乌伦古河流域的冰川退缩加快。额尔齐斯河流域和乌伦古河流域的大小冰川面积以及冰川数量减少很多。额尔齐斯河主源冰川数量从1959年的41条减少到2000年的29条，面积从1959年的超过7.5平方公里，到2000年减少到刚刚超过4平方公里。1986年时，乌伦古河流域曾经有8条现代冰川，面积达1.16平方千米。在乌伦古河源头大青格里河上游就有其中的7条，然而到了二十一世纪，该区域仅剩下一条面积为0.15平方千米的冰川。1988年，两河源地区雪线分布在3,100米左右，到了21世纪，雪线海拔至少上升了30米，冰川下方形成消融洞穴，冰川末端出现冰洞，融水从洞中涌出。该区域内冰川退缩速度加快，面积减少，冰量减少导致当地一些河流最大径流从1950年代、1960年代的6月份提前到5月份。

#### 生物多样性减少
因为前述因素，影响到保护区内物种的生存。加上对一些破坏资源的现象无法可依、执法不严，或是仅仅各部门协调乏力，都能导致保护区内生物多样性受到威胁。保护区内一些珍稀特有种已灭绝或仅剩少量植株。而两河流域种许多鱼类是北冰洋寒温带洄游性鱼类。然而因为河流上游含沙量的增长，导致了诸如小体鲟、西伯利亚鲟和极北鲑3种土著鱼的消失，绝大多数土著鱼数量在减少。二十世纪80年代，乌伦古河水系有163个河狸家族，平均每个家族有四个以上的成员，然而到了2003年，这里的河狸家族已经减少到135个，每个家庭的成员也只有2到4个。

## 保护区建立与合作
为了解决保护区所面临的威胁，政府的相关部门曾多次采取措施。面对采金开矿带来的威胁，在保护区建立之前，阿勒泰地环保部门以及相关执法部门从1997年开始对砂金开采进行整顿，处理无证采金船若干。进入21世纪，阿勒泰地委为了保护环境开始清理河道采金活动，对采金活动开始进行规范化管理，到2001年开始全面检查，清理超过500人次的采矿人员并清理了在河道里的采金船。2011年，两河源保护区开始清理非法采金行动，当年清理超过40台挖掘机，第二年保护区内的淘金者也被从保护区内清离。到2014年，两河源自然保护区库尔木图区域平整3.47平方公里的废弃矿区的砂石堆。2019年，随着中央环保督察反馈意见整改工作的进行，在两河源自然保护区内的78个探矿权被清理，60个探矿权被注销，到了2020年，阿尔泰山两河源自然保护区范围内的77个探矿权、2个采矿权全部退出保护区。除了停止采矿行为，对遗留矿区的植被恢复的工作也在开展，在两河源地区内，采取叠加覆土、河水漫溢等方法，开始恢复因采矿导致的贫瘠土地。2018年，阿尔泰山两河源自然保护区恢复了14处历史破坏点，累计平整土地58万平方米。拆除保护区内违法房屋、油罐、油槽数十处，拆除面积8,500平方米。保护区内林地的保护也在进行。二十一世纪初，天然林保护工程以及禁止采伐等政策的相继实施使得阿尔泰山森林资源有的一定变化。尽管这时护林保林等相关政策得以实施，但长期以来的矿物开采等人类活动，对保护区内森林的影响依然深远。过熟林比重大、树龄结构依旧不合理，林区牲畜数量高等问题仍需解决。为了保护当地湿地，2010年，阿尔泰山两河源自然保护区被中华人民共和国财政部纳入湿地补偿试点单位。这一年，新疆维吾尔自治区发展改革委员会批复了“新疆阿尔泰山两河源自然保护区湿地保护与恢复建设项目”一期工程。两个项目共投资3400万元人民币。2014年，保护区实施了作为“加强中国湿地保护体系，保护生物多样性”项目的子项目之一的“阿尔泰山两河源流域景观保护区有效管理项目”。同样在这一年，为了结束野生动物的迁徙通道被阻断、栖息地碎片化的情况，中蒙双方签订《中蒙阿勒泰-萨彦生态区域生物多样性保护合作备忘录》，《备忘录》计划在研究野生动物廊道，促进生物多样性和景观的连通性等5个方面进行合作。
除了进行解决自然因素和人为因素导致的威胁的项目之外，新疆阿尔泰山两河源地区的整体保护工作也在进行中。2004年，经新疆维吾尔自治区人民政府批准，阿尔泰山两河源自然保护区正式成立。2006年，阿尔泰山两河源自然保护区建立国家级陆生野生动物疫源疫病监测站。同年，“新疆阿尔泰山两河源头自然生态保护区管理中心”成立。2009年，“管理中心”更名为“新疆阿尔泰山两河源自然保护区管理局”。这一年，阿尔泰山两河源自然保护区被纳入中国生物圈保护区网络。保护区也开展了冬季雪灾野生动物救助项目、农业综合开发、植被恢复等近20个小项目。2011年，阿尔泰山两河源自然保护区被纳入“国家天然林保护和公益林建设实施单位”。2013年，阿尔泰山两河源自然保护区被评为“新疆维吾尔自治区级生态文明教育基地”。2016年，阿尔泰山两河源自然保护区被授予“全球环境基金中国湿地保护体系项目示范点”牌匾。
阿尔泰山两河源自然保护区也时常进行对外合作的项目。2007年到2009年，阿勒泰地区第一个中国-欧盟湿地保护项目在阿尔泰山两河源自然保护区实施。2010年1月29日，阿尔泰山两河源自然保护区作为“新疆中国阿尔泰山”的子项目被列入《世界遗产预备名录》。2013年，中华人民共和国、俄罗斯、哈萨克斯坦、蒙古四国协商将阿尔泰山地区扩展申报世界遗产。2014年2月，全球环境基金董事会批准中华人民共和国的“加强中国湿地保护体系，保护生物多样性”项目，“加强阿尔泰山两河源流域景观保护区有效管理”项目是其中的子项目之一。这一年5月，中华人民共和国财政部与新疆维吾尔自治区财政厅将“阿尔泰山两河源流域景观保护区有效管理项目”转赠予全球环境基金，该项目由联合国开发计划署驻华代表处作为国际执行机构执行，执行期从2014年2月到2019年2月。项目共投资超过2554万美元，其中全球环境基金赠款354.47万美元。该项目开展了众多子项目，包括扩大了阿尔泰山及湿地景观保护区系统，开展了阿尔泰山两河源自然保护区内社区共管与牧民替代生计培训工作，对保护区内废弃旧矿场进行修复，恢复保护区内退化土地植被、提供与蒙古萨彦塔旺保护区建立合作的机会等。。

## 考察与监测
为了更好的保护两河源地区的生态环境，阿尔泰山两河源自然保护区曾多次进行过科学考察以及对野生动植物的监测项目。2002年春季，阿尔泰山林业局组织了对两河源地区的综合性科学考察，此次考察对两河源地区进行了包括地学、生物学、资源与环境、社会经济等方面进行了考究。2011年，阿尔泰山两河源自然保护区承接了“新疆森林资源连续清查第六次复查”阿尔泰山地区的工作。与中科院合作在保护区内设置67处固定样方，对保护区内的生态环境进行长期监测。2014年起，阿尔泰山两河源自然保护区管理局在保护区内开展利用红外照相技术监测保护区内野生动物的项目。超过60台红外拍摄相机被放置在了保护区的不同地方，用以了解保护区的野生动物的生存及分布状况。2015年7月，阿尔泰山两河源自然保护区作为“新疆阿尔泰山国有林区综合科学考察项目”所考察区域之一被中南林业调查规划设计院、新疆大学、新疆师范大学、中国科学院新疆生态与地理研究所、中国科学院昆明植物研究所等多家单位所组成的联合科考队考察。2017年，利用红外相机记录到保护区内的马鹿、北山羊的数量达数百只，一定数量的貂熊、棕熊、野猪等野生动物也被拍摄到。2018年，新疆阿尔泰山两河源自然保护区管理局对该保护区内的雪豹进行监测，首次利用红外相机拍摄到了雪豹的影像。2019年，中国生物多样性保护与绿色发展基金会对在两河源自然保护区进行的“阿尔泰山两河源自然保护区雪豹监测”项目进行拨付款。